# Sils församling
Sils församling var en församling i Skara stift och i Götene kommun. Församlingen uppgick 1992 i Kleva-Sils församling. 

## Administrativ historik
Församlingen har medeltida ursprung. 
Församlingen var till 1 juni 1929 annexförsamling i pastoratet (Kinne-)Kleva och Sil för att därefter till 1992 vara annexförsamling i pastoratet Husaby, Skälvum, Ova, Kinna-Kleva och Sil. Församlingen uppgick 1992 i Kleva-Sils församling.

## Kyrkor
- Kinne-Kleva kyrka gemensam med Kinne-Kleva församling
- Sils medeltida kyrka revs 1872.